# Motozintla de Mendoza
Motozintla de Mendoza är en kommunhuvudort i Mexiko.   Den ligger i kommunen Motozintla och delstaten Chiapas, i den sydöstra delen av landet, 900 km sydost om huvudstaden Mexico City. Motozintla de Mendoza ligger 1 267 meter över havet och antalet invånare är 19 092.
Terrängen runt Motozintla de Mendoza är kuperad åt sydväst, men åt nordost är den bergig. Motozintla de Mendoza ligger nere i en dal. Runt Motozintla de Mendoza är det ganska tätbefolkat, med 179 invånare per kvadratkilometer. Motozintla de Mendoza är det största samhället i trakten. I omgivningarna runt Motozintla de Mendoza växer huvudsakligen savannskog.